# Allodontichthys polylepis
Allodontichthys polylepis är en fiskart som beskrevs av Rauchenberger, 1988. Allodontichthys polylepis ingår i släktet Allodontichthys och familjen Goodeidae. Inga underarter finns listade i Catalogue of Life.